# PostNord Danmark Rundt 2022
Danmark Rundt 2022 (eller PostNord Danmark Rundt 2022 af sponsorårsager) var den 31. udgave af det danske etapeløb Danmark Rundt. Cykelløbets fem etaper blev kørt fra 16. august med start i Lillerød, til 20. august 2022 hvor det blev afsluttet i Vejle. De fem etaper blev præsenteret den 24. februar 2022. Løbet er en del af UCI ProSeries 2022.
For anden gang i løbets historie sluttede det som vanligt ikke på Sjælland, eller det var Frederiksberg eller Aarhus som var målby for den sidste etape. Der blev sluttet med en rundstrækning på de stejle stigninger i Vejle, hvor blandt andet Chr. Winthersvej og Kiddesvej skulle bestiges. En anden nyskabelse kom på 3. etape, hvor rytterne skulle ud på en knap 240 km lang rute, hvor der skulle køres på blandt andet 18 km grusvej på vej til målet i Herning.
I alt 21 hold, heriblandt syv fra UCI World Tour, stillede til start med hver syv ryttere. Af dem var der 47 danskere ud af de 145 startende fra 24 nationer. Det amerikanske hold Human Powered Health og norske Team Coop stillede kun med seks ryttere. Ved starten var Frederik Bjørn Sørensen fra ColoQuick Cycling løbets yngste rytter med 19 år og 90 dage, mens Péter Kusztor (Team Novo Nordisk) med 37 år og 232 dage var den ældste.
Franske Christophe Laporte fra Team Jumbo-Visma blev løbets samlede vinder, efter at han vandt løbets sidste etape. Magnus Sheffield (Ineos Grenadiers) endte på andenpladsen, mens danske Mattias Skjelmose fra Trek-Segafredo kom ind på løbets tredjeplads. Laporte vandt også pointkonkurrencen, Sheffield vandt ungdomskonkurrencen, mens Rasmus Bøgh Wallin fra Restaurant Suri-Carl Ras for andet år i træk vandt bakkekonkurrencen og blev kåret til løbets mest angrebsivrige rytter.

## Præmiepenge
Der var samlet 73.515 euro i præmiepenge. 
Etaper
- Etapesejr: 3.615 euro.
- 2. plads på etape: 1.805 euro.
- 3. plads på etape: 905 euro.

Trøjer
- 150 euro for hver dag en rytter havde den blå førertrøje.
- 100 euro for hver dag en rytter havde point-, bakke- og ungdomstrøjen.

Klassement
- Samlet vinder af løbet: 9.040 euro.
- 2. plads samlet: 4.515 euro.
- 3. plads samlet: 2.265 euro.

## Etaperne
| Etape    | Dato     | Start – Mål       | type          | Afstand (km) | Elevation (m) | Etapevinder        | Førende rytter     |
| -------- | -------- | ----------------- | ------------- | ------------ | ------------- | ------------------ | ------------------ |
| 1. etape | 16. aug. | Lillerød – Køge   | flad etape    | 222,6        | 1.231 m       | Olav Kooij         | Olav Kooij         |
| 2. etape | 17. aug. | Assens – Assens   | enkeltstart   | 12,2         | 81 m          | Magnus Sheffield   | Magnus Sheffield   |
| 3. etape | 18. aug. | Otterup – Herning | flad etape    | 239,3        | 1.429 m       | Olav Kooij         | Magnus Sheffield   |
| 4. etape | 19. aug. | Skive – Skive     | flad etape    | 167,3        | 1.111 m       | Jasper Philipsen   | Magnus Sheffield   |
| 5. etape | 20. aug. | Give – Vejle      | kuperet etape | 125,9        | 1.684 m       | Christophe Laporte | Christophe Laporte |

### 1. etape
| Lillerød - Køge | flad etape | (222,6 km) |

| \| Etaperesultat \| Etaperesultat \| Etaperesultat \| Etaperesultat \| Etaperesultat \| \| Rytter \| Rytter \| Hold \| Tid \| \| \| ------------- \| ---------------- \| ------------------------- \| ------------- \| ------------- \| \| 1. \| Olav Kooij \| Jumbo-Visma \| 4t 59' 20" \| \| \| 2. \| Jasper Philipsen \| Alpecin-Deceuninck \| + 0" \| \| \| 3. \| Timothy Dupont \| Bingoal Pauwels Sauces WB \| + 0" \| \| \| 4. \| Magnus Cort \| EF Education-EasyPost \| + 0" \| \| \| 5. \| Arvid de Kleijn \| Human Powered Health \| + 0" \| \| \| 6. \| Jasper Stuyven \| Trek-Segafredo \| + 0" \| \| \| 7. \| Andrea Peron \| Team Novo Nordisk \| + 0" \| \| \| 8. \| Ethan Vernon \| Quick-Step Alpha Vinyl \| + 0" \| \| \| 9. \| Luca Colnaghi \| Bardiani CSF Faizanè \| + 0" \| \| \| 10. \| Jenno Berckmoes \| Sport Vlaanderen-Baloise \| + 0" \| \| |                  |                           |            |
| |                  |                           |            |
| Kilde: ProCyclingStats |                  |                           |            |
| Etaperesultat |                  |                           |            |
| Rytter | Rytter           | Hold                      | Tid        |
| 1. | Olav Kooij       | Jumbo-Visma               | 4t 59' 20" |
| 2. | Jasper Philipsen | Alpecin-Deceuninck        | + 0"       |
| 3. | Timothy Dupont   | Bingoal Pauwels Sauces WB | + 0"       |
| 4. | Magnus Cort      | EF Education-EasyPost     | + 0"       |
| 5. | Arvid de Kleijn  | Human Powered Health      | + 0"       |
| 6. | Jasper Stuyven   | Trek-Segafredo            | + 0"       |
| 7. | Andrea Peron     | Team Novo Nordisk         | + 0"       |
| 8. | Ethan Vernon     | Quick-Step Alpha Vinyl    | + 0"       |
| 9. | Luca Colnaghi    | Bardiani CSF Faizanè      | + 0"       |
| 10. | Jenno Berckmoes  | Sport Vlaanderen-Baloise  | + 0"       |

| \| Samlede stilling \| Samlede stilling \| Samlede stilling \| Samlede stilling \| Samlede stilling \| \| Rytter \| Rytter \| Hold \| Tid \| \| \| ---------------- \| ------------------ \| ------------------------- \| ---------------- \| ---------------- \| \| 1. \| Olav Kooij \| Jumbo-Visma \| 4t 59' 10" \| \| \| 2. \| Jasper Philipsen \| Alpecin-Deceuninck \| + 4" \| \| \| 3. \| Sebastian Nielsen \| Restaurant Suri-Carl Ras \| + 4" \| \| \| 4. \| Timothy Dupont \| Bingoal Pauwels Sauces WB \| + 6" \| \| \| 5. \| Eirik Lunder \| Team Coop \| + 6" \| \| \| 6. \| Adrian Banaszek \| HRE Mazowsze Serce Polski \| + 7" \| \| \| 7. \| Rasmus Bøgh Wallin \| Restaurant Suri-Carl Ras \| + 9" \| \| \| 8. \| Magnus Cort \| EF Education-EasyPost \| + 10" \| \| \| 9. \| Arvid de Kleijn \| Human Powered Health \| + 10" \| \| \| 10. \| Jasper Stuyven \| Trek-Segafredo \| + 10" \| \| |                    |                           |            |
| |                    |                           |            |
| Kilde: ProCyclingStats |                    |                           |            |
| Samlede stilling |                    |                           |            |
| Rytter | Rytter             | Hold                      | Tid        |
| 1. | Olav Kooij         | Jumbo-Visma               | 4t 59' 10" |
| 2. | Jasper Philipsen   | Alpecin-Deceuninck        | + 4"       |
| 3. | Sebastian Nielsen  | Restaurant Suri-Carl Ras  | + 4"       |
| 4. | Timothy Dupont     | Bingoal Pauwels Sauces WB | + 6"       |
| 5. | Eirik Lunder       | Team Coop                 | + 6"       |
| 6. | Adrian Banaszek    | HRE Mazowsze Serce Polski | + 7"       |
| 7. | Rasmus Bøgh Wallin | Restaurant Suri-Carl Ras  | + 9"       |
| 8. | Magnus Cort        | EF Education-EasyPost     | + 10"      |
| 9. | Arvid de Kleijn    | Human Powered Health      | + 10"      |
| 10. | Jasper Stuyven     | Trek-Segafredo            | + 10"      |

### 2. etape
| Assens - Assens | enkeltstart | (12,2 km) |

| \| Etaperesultat \| Etaperesultat \| Etaperesultat \| Etaperesultat \| Etaperesultat \| \| Rytter \| Rytter \| Hold \| Tid \| \| \| ------------- \| --------------------- \| ---------------------- \| ------------- \| ------------- \| \| 1. \| Magnus Sheffield \| Ineos Grenadiers \| 13' 35" \| \| \| 2. \| Mattias Skjelmose \| Trek-Segafredo \| + 3" \| \| \| 3. \| Christophe Laporte \| Jumbo-Visma \| + 6" \| \| \| 4. \| Geraint Thomas \| Ineos Grenadiers \| + 15" \| \| \| 5. \| Søren Kragh Andersen \| Team DSM \| + 15" \| \| \| 6. \| Magnus Cort \| EF Education-EasyPost \| + 20" \| \| \| 7. \| Johan Price-Pejtersen \| Bahrain Victorious \| + 22" \| \| \| 8. \| Josef Černý \| Quick-Step Alpha Vinyl \| + 24" \| \| \| 9. \| Jasper Stuyven \| Trek-Segafredo \| + 24" \| \| \| 10. \| Lasse Norman Leth \| Uno-X Pro Cycling Team \| + 25" \| \| |                       |                        |         |
| |                       |                        |         |
| Kilde: ProCyclingStats |                       |                        |         |
| Etaperesultat |                       |                        |         |
| Rytter | Rytter                | Hold                   | Tid     |
| 1. | Magnus Sheffield      | Ineos Grenadiers       | 13' 35" |
| 2. | Mattias Skjelmose     | Trek-Segafredo         | + 3"    |
| 3. | Christophe Laporte    | Jumbo-Visma            | + 6"    |
| 4. | Geraint Thomas        | Ineos Grenadiers       | + 15"   |
| 5. | Søren Kragh Andersen  | Team DSM               | + 15"   |
| 6. | Magnus Cort           | EF Education-EasyPost  | + 20"   |
| 7. | Johan Price-Pejtersen | Bahrain Victorious     | + 22"   |
| 8. | Josef Černý           | Quick-Step Alpha Vinyl | + 24"   |
| 9. | Jasper Stuyven        | Trek-Segafredo         | + 24"   |
| 10. | Lasse Norman Leth     | Uno-X Pro Cycling Team | + 25"   |

| \| Samlede stilling \| Samlede stilling \| Samlede stilling \| Samlede stilling \| Samlede stilling \| \| Rytter \| Rytter \| Hold \| Tid \| \| \| ---------------- \| -------------------- \| ---------------------- \| ---------------- \| ---------------- \| \| 1. \| Magnus Sheffield \| Ineos Grenadiers \| 5t 12' 55" \| \| \| 2. \| Mattias Skjelmose \| Trek-Segafredo \| + 3" \| \| \| 3. \| Christophe Laporte \| Jumbo-Visma \| + 6" \| \| \| 4. \| Geraint Thomas \| Ineos Grenadiers \| + 15" \| \| \| 5. \| Søren Kragh Andersen \| Team DSM \| + 15" \| \| \| 6. \| Magnus Cort \| EF Education-EasyPost \| + 20" \| \| \| 7. \| Josef Černý \| Quick-Step Alpha Vinyl \| + 24" \| \| \| 8. \| Jasper Stuyven \| Trek-Segafredo \| + 24" \| \| \| 9. \| Lasse Norman Leth \| Uno-X Pro Cycling Team \| + 25" \| \| \| 10. \| Casper Pedersen \| Team DSM \| + 29" \| \| |                      |                        |            |
| |                      |                        |            |
| Kilde: ProCyclingStats |                      |                        |            |
| Samlede stilling |                      |                        |            |
| Rytter | Rytter               | Hold                   | Tid        |
| 1. | Magnus Sheffield     | Ineos Grenadiers       | 5t 12' 55" |
| 2. | Mattias Skjelmose    | Trek-Segafredo         | + 3"       |
| 3. | Christophe Laporte   | Jumbo-Visma            | + 6"       |
| 4. | Geraint Thomas       | Ineos Grenadiers       | + 15"      |
| 5. | Søren Kragh Andersen | Team DSM               | + 15"      |
| 6. | Magnus Cort          | EF Education-EasyPost  | + 20"      |
| 7. | Josef Černý          | Quick-Step Alpha Vinyl | + 24"      |
| 8. | Jasper Stuyven       | Trek-Segafredo         | + 24"      |
| 9. | Lasse Norman Leth    | Uno-X Pro Cycling Team | + 25"      |
| 10. | Casper Pedersen      | Team DSM               | + 29"      |

### 3. etape
| Otterup - Herning | flad etape | (239,3 km) |

| \| Etaperesultat \| Etaperesultat \| Etaperesultat \| Etaperesultat \| Etaperesultat \| \| Rytter \| Rytter \| Hold \| Tid \| \| \| ------------- \| --------------------- \| ------------------------- \| ------------- \| ------------- \| \| 1. \| Olav Kooij \| Jumbo-Visma \| 5t 18' 45" \| \| \| 2. \| Christophe Laporte \| Jumbo-Visma \| + 0" \| \| \| 3. \| Magnus Cort \| EF Education-EasyPost \| + 0" \| \| \| 4. \| Jhonatan Narváez \| Ineos Grenadiers \| + 0" \| \| \| 5. \| Jasper Stuyven \| Trek-Segafredo \| + 0" \| \| \| 6. \| Jasper Philipsen \| Alpecin-Deceuninck \| + 0" \| \| \| 7. \| Timothy Dupont \| Bingoal Pauwels Sauces WB \| + 0" \| \| \| 8. \| Arvid de Kleijn \| Human Powered Health \| + 0" \| \| \| 9. \| Andreas Stokbro \| Team Coop \| + 0" \| \| \| 10. \| Stanisław Aniołkowski \| Bingoal Pauwels Sauces WB \| + 0" \| \| |                       |                           |            |
| |                       |                           |            |
| Kilde: ProCyclingStats |                       |                           |            |
| Etaperesultat |                       |                           |            |
| Rytter | Rytter                | Hold                      | Tid        |
| 1. | Olav Kooij            | Jumbo-Visma               | 5t 18' 45" |
| 2. | Christophe Laporte    | Jumbo-Visma               | + 0"       |
| 3. | Magnus Cort           | EF Education-EasyPost     | + 0"       |
| 4. | Jhonatan Narváez      | Ineos Grenadiers          | + 0"       |
| 5. | Jasper Stuyven        | Trek-Segafredo            | + 0"       |
| 6. | Jasper Philipsen      | Alpecin-Deceuninck        | + 0"       |
| 7. | Timothy Dupont        | Bingoal Pauwels Sauces WB | + 0"       |
| 8. | Arvid de Kleijn       | Human Powered Health      | + 0"       |
| 9. | Andreas Stokbro       | Team Coop                 | + 0"       |
| 10. | Stanisław Aniołkowski | Bingoal Pauwels Sauces WB | + 0"       |

| \| Samlede stilling \| Samlede stilling \| Samlede stilling \| Samlede stilling \| Samlede stilling \| \| Rytter \| Rytter \| Hold \| Tid \| \| \| ---------------- \| -------------------- \| ---------------------- \| ---------------- \| ---------------- \| \| 1. \| Magnus Sheffield \| Ineos Grenadiers \| 10t 31' 40" \| \| \| 2. \| Christophe Laporte \| Jumbo-Visma \| + 0" \| \| \| 3. \| Mattias Skjelmose \| Trek-Segafredo \| + 3" \| \| \| 4. \| Geraint Thomas \| Ineos Grenadiers \| + 15" \| \| \| 5. \| Søren Kragh Andersen \| Team DSM \| + 15" \| \| \| 6. \| Magnus Cort \| EF Education-EasyPost \| + 16" \| \| \| 7. \| Josef Černý \| Quick-Step Alpha Vinyl \| + 24" \| \| \| 8. \| Jasper Stuyven \| Trek-Segafredo \| + 24" \| \| \| 9. \| Lasse Norman Leth \| Uno-X Pro Cycling Team \| + 25" \| \| \| 10. \| Casper Pedersen \| Team DSM \| + 29" \| \| |                      |                        |             |
| |                      |                        |             |
| Kilde: ProCyclingStats |                      |                        |             |
| Samlede stilling |                      |                        |             |
| Rytter | Rytter               | Hold                   | Tid         |
| 1. | Magnus Sheffield     | Ineos Grenadiers       | 10t 31' 40" |
| 2. | Christophe Laporte   | Jumbo-Visma            | + 0"        |
| 3. | Mattias Skjelmose    | Trek-Segafredo         | + 3"        |
| 4. | Geraint Thomas       | Ineos Grenadiers       | + 15"       |
| 5. | Søren Kragh Andersen | Team DSM               | + 15"       |
| 6. | Magnus Cort          | EF Education-EasyPost  | + 16"       |
| 7. | Josef Černý          | Quick-Step Alpha Vinyl | + 24"       |
| 8. | Jasper Stuyven       | Trek-Segafredo         | + 24"       |
| 9. | Lasse Norman Leth    | Uno-X Pro Cycling Team | + 25"       |
| 10. | Casper Pedersen      | Team DSM               | + 29"       |

### 4. etape
| Skive - Skive | flad etape | (167,3 km) |

| \| Etaperesultat \| Etaperesultat \| Etaperesultat \| Etaperesultat \| Etaperesultat \| \| Rytter \| Rytter \| Hold \| Tid \| \| \| ------------- \| --------------------- \| ------------------------- \| ------------- \| ------------- \| \| 1. \| Jasper Philipsen \| Alpecin-Deceuninck \| 3t 35' 54" \| \| \| 2. \| Sasha Weemaes \| Sport Vlaanderen-Baloise \| + 0" \| \| \| 3. \| Ethan Vernon \| Quick-Step Alpha Vinyl \| + 0" \| \| \| 4. \| Jasper Stuyven \| Trek-Segafredo \| + 0" \| \| \| 5. \| Nicklas Amdi Pedersen \| Danmark \| + 0" \| \| \| 6. \| Taj Jones \| Israel-Premier Tech \| + 0" \| \| \| 7. \| Erlend Blikra \| Uno-X Pro Cycling Team \| + 0" \| \| \| 8. \| Vito Braet \| Sport Vlaanderen-Baloise \| + 0" \| \| \| 9. \| Stanisław Aniołkowski \| Bingoal Pauwels Sauces WB \| + 0" \| \| \| 10. \| Christophe Laporte \| Jumbo-Visma \| + 0" \| \| |                       |                           |            |
| |                       |                           |            |
| Kilde: ProCyclingStats |                       |                           |            |
| Etaperesultat |                       |                           |            |
| Rytter | Rytter                | Hold                      | Tid        |
| 1. | Jasper Philipsen      | Alpecin-Deceuninck        | 3t 35' 54" |
| 2. | Sasha Weemaes         | Sport Vlaanderen-Baloise  | + 0"       |
| 3. | Ethan Vernon          | Quick-Step Alpha Vinyl    | + 0"       |
| 4. | Jasper Stuyven        | Trek-Segafredo            | + 0"       |
| 5. | Nicklas Amdi Pedersen | Danmark                   | + 0"       |
| 6. | Taj Jones             | Israel-Premier Tech       | + 0"       |
| 7. | Erlend Blikra         | Uno-X Pro Cycling Team    | + 0"       |
| 8. | Vito Braet            | Sport Vlaanderen-Baloise  | + 0"       |
| 9. | Stanisław Aniołkowski | Bingoal Pauwels Sauces WB | + 0"       |
| 10. | Christophe Laporte    | Jumbo-Visma               | + 0"       |

| \| Samlede stilling \| Samlede stilling \| Samlede stilling \| Samlede stilling \| Samlede stilling \| \| Rytter \| Rytter \| Hold \| Tid \| \| \| ---------------- \| -------------------- \| ---------------------- \| ---------------- \| ---------------- \| \| 1. \| Magnus Sheffield \| Ineos Grenadiers \| 14t 07' 34" \| \| \| 2. \| Christophe Laporte \| Jumbo-Visma \| + 0" \| \| \| 3. \| Mattias Skjelmose \| Trek-Segafredo \| + 3" \| \| \| 4. \| Geraint Thomas \| Ineos Grenadiers \| + 15" \| \| \| 5. \| Søren Kragh Andersen \| Team DSM \| + 15" \| \| \| 6. \| Magnus Cort \| EF Education-EasyPost \| + 16" \| \| \| 7. \| Jasper Philipsen \| Alpecin-Deceuninck \| + 21" \| \| \| 8. \| Josef Černý \| Quick-Step Alpha Vinyl \| + 24" \| \| \| 9. \| Jasper Stuyven \| Trek-Segafredo \| + 24" \| \| \| 10. \| Lasse Norman Leth \| Uno-X Pro Cycling Team \| + 25" \| \| |                      |                        |             |
| |                      |                        |             |
| Kilde: ProCyclingStats |                      |                        |             |
| Samlede stilling |                      |                        |             |
| Rytter | Rytter               | Hold                   | Tid         |
| 1. | Magnus Sheffield     | Ineos Grenadiers       | 14t 07' 34" |
| 2. | Christophe Laporte   | Jumbo-Visma            | + 0"        |
| 3. | Mattias Skjelmose    | Trek-Segafredo         | + 3"        |
| 4. | Geraint Thomas       | Ineos Grenadiers       | + 15"       |
| 5. | Søren Kragh Andersen | Team DSM               | + 15"       |
| 6. | Magnus Cort          | EF Education-EasyPost  | + 16"       |
| 7. | Jasper Philipsen     | Alpecin-Deceuninck     | + 21"       |
| 8. | Josef Černý          | Quick-Step Alpha Vinyl | + 24"       |
| 9. | Jasper Stuyven       | Trek-Segafredo         | + 24"       |
| 10. | Lasse Norman Leth    | Uno-X Pro Cycling Team | + 25"       |

### 5. etape
| Give - Vejle | kuperet etape | (125,9 km) |

| \| Etaperesultat \| Etaperesultat \| Etaperesultat \| Etaperesultat \| Etaperesultat \| \| Rytter \| Rytter \| Hold \| Tid \| \| \| ------------- \| -------------------- \| ---------------------- \| ------------- \| ------------- \| \| 1. \| Christophe Laporte \| Jumbo-Visma \| 2t 53' 56" \| \| \| 2. \| Magnus Sheffield \| Ineos Grenadiers \| + 0" \| \| \| 3. \| Mattias Skjelmose \| Trek-Segafredo \| + 0" \| \| \| 4. \| Jhonatan Narváez \| Ineos Grenadiers \| + 0" \| \| \| 5. \| Mauro Schmid \| Quick-Step Alpha Vinyl \| + 0" \| \| \| 6. \| Søren Kragh Andersen \| Team DSM \| + 0" \| \| \| 7. \| Mick van Dijke \| Jumbo-Visma \| + 4" \| \| \| 8. \| Magnus Cort \| EF Education-EasyPost \| + 4" \| \| \| 9. \| Anthon Charmig \| Uno-X Pro Cycling Team \| + 4" \| \| \| 10. \| Alexander Kamp \| Trek-Segafredo \| + 4" \| \| |                      |                        |            |
| |                      |                        |            |
| Kilde: ProCyclingStats |                      |                        |            |
| Etaperesultat |                      |                        |            |
| Rytter | Rytter               | Hold                   | Tid        |
| 1. | Christophe Laporte   | Jumbo-Visma            | 2t 53' 56" |
| 2. | Magnus Sheffield     | Ineos Grenadiers       | + 0"       |
| 3. | Mattias Skjelmose    | Trek-Segafredo         | + 0"       |
| 4. | Jhonatan Narváez     | Ineos Grenadiers       | + 0"       |
| 5. | Mauro Schmid         | Quick-Step Alpha Vinyl | + 0"       |
| 6. | Søren Kragh Andersen | Team DSM               | + 0"       |
| 7. | Mick van Dijke       | Jumbo-Visma            | + 4"       |
| 8. | Magnus Cort          | EF Education-EasyPost  | + 4"       |
| 9. | Anthon Charmig       | Uno-X Pro Cycling Team | + 4"       |
| 10. | Alexander Kamp       | Trek-Segafredo         | + 4"       |

## Samlet stilling
| \| Samlede stilling \| Samlede stilling \| Samlede stilling \| Samlede stilling \| Samlede stilling \| \| Rytter \| Rytter \| Hold \| Tid \| \| \| ---------------- \| -------------------- \| ---------------------- \| ---------------- \| ---------------- \| \| 1. \| Christophe Laporte \| Jumbo-Visma \| 17t 01' 20" \| \| \| 2. \| Magnus Sheffield \| Ineos Grenadiers \| + 4" \| \| \| 3. \| Mattias Skjelmose \| Trek-Segafredo \| + 9" \| \| \| 4. \| Søren Kragh Andersen \| Team DSM \| + 25" \| \| \| 5. \| Magnus Cort \| EF Education-EasyPost \| + 30" \| \| \| 6. \| Mauro Schmid \| Quick-Step Alpha Vinyl \| + 42" \| \| \| 7. \| Mick van Dijke \| Jumbo-Visma \| + 44" \| \| \| 8. \| Stefano Oldani \| Alpecin-Deceuninck \| + 48" \| \| \| 9. \| Jasper Stuyven \| Trek-Segafredo \| + 52" \| \| \| 10. \| Anthon Charmig \| Uno-X Pro Cycling Team \| + 56" \| \| |                      |                        |             |
| |                      |                        |             |
| Kilde: ProCyclingStats |                      |                        |             |
| Samlede stilling |                      |                        |             |
| Rytter | Rytter               | Hold                   | Tid         |
| 1. | Christophe Laporte   | Jumbo-Visma            | 17t 01' 20" |
| 2. | Magnus Sheffield     | Ineos Grenadiers       | + 4"        |
| 3. | Mattias Skjelmose    | Trek-Segafredo         | + 9"        |
| 4. | Søren Kragh Andersen | Team DSM               | + 25"       |
| 5. | Magnus Cort          | EF Education-EasyPost  | + 30"       |
| 6. | Mauro Schmid         | Quick-Step Alpha Vinyl | + 42"       |
| 7. | Mick van Dijke       | Jumbo-Visma            | + 44"       |
| 8. | Stefano Oldani       | Alpecin-Deceuninck     | + 48"       |
| 9. | Jasper Stuyven       | Trek-Segafredo         | + 52"       |
| 10. | Anthon Charmig       | Uno-X Pro Cycling Team | + 56"       |

### Pointkonkurrencen
| Pointkonkurrence | Pointkonkurrence     | Pointkonkurrence       | Pointkonkurrence | Pointkonkurrence |
| Rytter           | Rytter               | Hold                   | Point            |                  |
| ---------------- | -------------------- | ---------------------- | ---------------- | ---------------- |
| 1.               | Christophe Laporte   | Jumbo-Visma            | 40 point         |                  |
| 2.               | Olav Kooij           | Jumbo-Visma            | 36 point         |                  |
| 3.               | Jasper Philipsen     | Alpecin-Deceuninck     | 34 point         |                  |
| 4.               | Magnus Cort          | EF Education-EasyPost  | 31 point         |                  |
| 5.               | Magnus Sheffield     | Ineos Grenadiers       | 30 point         |                  |
| 6.               | Jasper Stuyven       | Trek-Segafredo         | 28 point         |                  |
| 7.               | Mattias Skjelmose    | Trek-Segafredo         | 22 point         |                  |
| 8.               | Jhonatan Narváez     | Ineos Grenadiers       | 20 point         |                  |
| 9.               | Søren Kragh Andersen | Team DSM               | 16 point         |                  |
| 10.              | Ethan Vernon         | Quick-Step Alpha Vinyl | 15 point         |                  |

### Bakkekonkurrencen
| Bjergkonkurrence | Bjergkonkurrence       | Bjergkonkurrence         | Bjergkonkurrence | Bjergkonkurrence |
| Rytter           | Rytter                 | Hold                     | Point            |                  |
| ---------------- | ---------------------- | ------------------------ | ---------------- | ---------------- |
| 1.               | Rasmus Bøgh Wallin     | Restaurant Suri-Carl Ras | 64 point         |                  |
| 2.               | Anders Foldager        | Danmark                  | 36 point         |                  |
| 3.               | Nickolas Zukowsky      | Human Powered Health     | 24 point         |                  |
| 4.               | Mathias Bregnhøj       | Riwal Cycling Team       | 16 point         |                  |
| 5.               | Magnus Henneberg       | Danmark                  | 16 point         |                  |
| 6.               | Frederik Irgens Jensen | BHS-PL Beton Bornholm    | 12 point         |                  |
| 7.               | Gilles De Wilde        | Sport Vlaanderen-Baloise | 12 point         |                  |
| 8.               | Nicklas Amdi Pedersen  | Danmark                  | 12 point         |                  |
| 9.               | Jeppe Aaskov Pallesen  | ColoQuick                | 8 point          |                  |
| 10.              | Tim Declercq           | Quick-Step Alpha Vinyl   | 8 point          |                  |

### Ungdomskonkurrencen
| Ungdomskonkurrence | Ungdomskonkurrence   | Ungdomskonkurrence       | Ungdomskonkurrence | Ungdomskonkurrence |
| Rytter             | Rytter               | Hold                     | Tid                |                    |
| ------------------ | -------------------- | ------------------------ | ------------------ | ------------------ |
| 1.                 | Magnus Sheffield     | Ineos Grenadiers         | 17t 01' 24"        |                    |
| 2.                 | Mattias Skjelmose    | Trek-Segafredo           | + 5"               |                    |
| 3.                 | Mick van Dijke       | Jumbo-Visma              | + 40"              |                    |
| 4.                 | Jenno Berckmoes      | Sport Vlaanderen-Baloise | + 1' 14"           |                    |
| 5.                 | Frederik Wandahl     | Danmark                  | + 1' 30"           |                    |
| 6.                 | Tobias Lund Andresen | Team DSM                 | + 1' 43"           |                    |
| 7.                 | Vito Braet           | Sport Vlaanderen-Baloise | + 1' 43"           |                    |
| 8.                 | Corbin Strong        | Israel-Premier Tech      | + 2' 13"           |                    |
| 9.                 | Olav Kooij           | Jumbo-Visma              | + 7' 56"           |                    |
| 10.                | Joshua Gudnitz       | ColoQuick                | + 10' 43"          |                    |

### Holdkonkurrencen
| Holdkonkurrence | Holdkonkurrence          | Holdkonkurrence | Holdkonkurrence |
| Hold            | Hold                     | Tid             |                 |
| --------------- | ------------------------ | --------------- | --------------- |
| 1.              | Trek-Segafredo           | 51t 06' 10"     |                 |
| 2.              | Jumbo-Visma              | + 16"           |                 |
| 3.              | Ineos Grenadiers         | + 33"           |                 |
| 4.              | Quick-Step Alpha Vinyl   | + 34"           |                 |
| 5.              | Alpecin-Deceuninck       | + 2' 14"        |                 |
| 6.              | Sport Vlaanderen-Baloise | + 2' 54"        |                 |
| 7.              | Riwal                    | + 4' 37"        |                 |
| 8.              | Uno-X Pro Cycling Team   | + 4' 41"        |                 |
| 9.              | EF Education-EasyPost    | + 5' 12"        |                 |
| 10.             | BHS-PL Beton Bornholm    | + 6' 43"        |                 |

## Trøjernes fordeling gennem løbet
| Etape         | Vinder             | Førertrøjen        | Pointtrøjen ·      | Bakketrøjen ·      | Ungdomstrøjen ·  | Fightertrøjen         | Holdkonkurrencen · |
| ------------- | ------------------ | ------------------ | ------------------ | ------------------ | ---------------- | --------------------- | ------------------ |
| 1             | Olav Kooij         | Olav Kooij         | Olav Kooij         | Rasmus Bøgh Wallin | Olav Kooij       | Nicklas Amdi Pedersen | Team Jumbo-Visma   |
| 2             | Magnus Sheffield   | Magnus Sheffield   | Magnus Sheffield   | Rasmus Bøgh Wallin | Magnus Sheffield | ikke uddelt           | Team Jumbo-Visma   |
| 3             | Olav Kooij         | Magnus Sheffield   | Olav Kooij         | Rasmus Bøgh Wallin | Magnus Sheffield | Oliver Knudsen        | Team Jumbo-Visma   |
| 4             | Jasper Philipsen   | Magnus Sheffield   | Jasper Philipsen   | Rasmus Bøgh Wallin | Magnus Sheffield | Rasmus Bøgh Wallin    | Team Jumbo-Visma   |
| 5             | Christophe Laporte | Christophe Laporte | Christophe Laporte | Rasmus Bøgh Wallin | Magnus Sheffield | Mathias Bregnhøj      | Trek-Segafredo     |
| Samlet vinder | Samlet vinder      | Christophe Laporte | Christophe Laporte | Rasmus Bøgh Wallin | Magnus Sheffield | Rasmus Bøgh Wallin    | Trek-Segafredo     |

## Hold og ryttere
| UCI WorldTeams (7)- EF Education-EasyPost - Ineos Grenadiers - Israel-Premier Tech - Jumbo-Visma - Quick-Step Alpha Vinyl - Team DSM - Trek-Segafredo UCI ProTeams (7)- Alpecin-Deceuninck - Bardiani-CSF-Faizanè - Bingoal Pauwels Sauces WB - Human Powered Health - Team Novo Nordisk - Sport Vlaanderen-Baloise - Uno-X Pro Cycling Team UCI Kontinentalhold (6)- BHS-PL Beton Bornholm - HRE Mazowsze Serce Polski - Restaurant Suri-Carl Ras - Riwal - ColoQuick - Coop Landshold- Danmark |
| |

### Nationalitet på ryttere
| #     | Nationalitet   | Ved start | Ved afslutning | Etapesejre    |
| ----- | -------------- | --------- | -------------- | ------------- |
| 1     | Danmark        | 47        | 44             |               |
| 2     | Belgien        | 20        | 15             | 1 (Philipsen) |
| 3     | Italien        | 12        | 11             |               |
| 4     | Polen          | 10        | 3              |               |
| 5     | Holland        | 9         | 6              | 2 (Kooij (2)) |
| 6     | Norge          | 8         | 5              |               |
| 7     | Storbritannien | 5         | 3              |               |
| 8     | Canada         | 4         | 4              |               |
| 9     | USA            | 4         | 2              | 1 (Sheffield) |
| 10    | Tjekkiet       | 3         | 3              |               |
| 11    | Tyskland       | 3         | 2              |               |
| 12    | New Zealand    | 3         | 3              |               |
| 13    | Australien     | 2         | 2              |               |
| 14    | Colombia       | 2         | 0              |               |
| 15    | Spanien        | 2         | 2              |               |
| 16    | Schweiz        | 2         | 2              |               |
| 17    | Sverige        | 2         | 2              |               |
| 18    | Østrig         | 1         | 0              |               |
| 19    | Ecuador        | 1         | 1              |               |
| 20    | Estland        | 1         | 0              |               |
| 21    | Frankrig       | 1         | 1              | 1 (Laporte)   |
| 22    | Ungarn         | 1         | 0              |               |
| 23    | Luxembourg     | 1         | 1              |               |
| 24    | Israel         | 1         | 1              |               |
| Total | Total          | 145       | 113            | 5             |

### Startliste
| Quick-Step Alpha Vinyl QST | Quick-Step Alpha Vinyl QST | Quick-Step Alpha Vinyl QST |
| -------------------------- | -------------------------- | -------------------------- |
| Nr.                        | Rytter                     | Placering                  |
| 1                          | Tim Declercq (BEL)         | 30.                        |
| 2                          | Josef Černý (CZE)          | 39.                        |
| 3                          | James Knox (GBR)           | 21.                        |
| 4                          | Michael Mørkøv (DEN)       | 36.                        |
| 5                          | Mauro Schmid (SUI)         | 6.                         |
| 6                          | Zdeněk Štybar (CZE)        | 14.                        |
| 7                          | Ethan Vernon (GBR)         | 95.                        |

| Trek-Segafredo TFS | Trek-Segafredo TFS              | Trek-Segafredo TFS |
| ------------------ | ------------------------------- | ------------------ |
| Nr.                | Rytter                          | Placering          |
| 11                 | Markus Hoelgaard (NOR)          | DNF-5              |
| 12                 | Alexander Kamp (DEN) (landevej) | 54.                |
| 13                 | Jacopo Mosca (ITA)              | 65.                |
| 14                 | Quinn Simmons (USA)             | DNF-5              |
| 15                 | Mattias Skjelmose (DEN)         | 3.                 |
| 16                 | Jasper Stuyven (BEL)            | 9.                 |
| 17                 | Otto Vergaerde (BEL)            | 57.                |

| Jumbo-Visma TJV | Jumbo-Visma TJV                   | Jumbo-Visma TJV |
| --------------- | --------------------------------- | --------------- |
| Nr.             | Rytter                            | Placering       |
| 21              | Mick van Dijke (NED)              | 7.              |
| 22              | Gijs Leemreize (NED)              | 84.             |
| 23              | Pascal Eenkhoorn (NED) (landevej) | 38.             |
| 24              | Olav Kooij (NED)                  | 43.             |
| 25              | Christophe Laporte (FRA)          | 1.              |
| 26              | Lennard Hofstede (NED)            | DNF-5           |
| 27              | Tosh Van der Sande (BEL)          | 33.             |

| EF Education-EasyPost EFE | EF Education-EasyPost EFE   | EF Education-EasyPost EFE |
| ------------------------- | --------------------------- | ------------------------- |
| Nr.                       | Rytter                      | Placering                 |
| 31                        | Daniel Arroyave Cañas (COL) | DNF-3                     |
| 32                        | Magnus Cort (DEN)           | 5.                        |
| 33                        | Jens Keukeleire (BEL)       | 41.                       |
| 34                        | Sebastian Langeveld (NED)   | 99.                       |
| 35                        | Jonas Rutsch (GER)          | 17.                       |
| 36                        | Thomas Scully (NZL)         | 103.                      |
| 37                        | Łukasz Wiśniowski (POL)     | DNF-1                     |

| Ineos Grenadiers IGD | Ineos Grenadiers IGD     | Ineos Grenadiers IGD |
| -------------------- | ------------------------ | -------------------- |
| Nr.                  | Rytter                   | Placering            |
| 41                   | Egan Bernal (COL)        | DNF-5                |
| 42                   | Omar Fraile (ESP)        | 69.                  |
| 43                   | Michał Kwiatkowski (POL) | DNF-5                |
| 44                   | Jhonatan Narváez (ECU)   | 13.                  |
| 45                   | Magnus Sheffield (USA)   | 2.                   |
| 46                   | Ben Swift (GBR)          | DNF-5                |
| 47                   | Geraint Thomas (GBR)     | 34.                  |

| Israel-Premier Tech IPT | Israel-Premier Tech IPT  | Israel-Premier Tech IPT |
| ----------------------- | ------------------------ | ----------------------- |
| Nr.                     | Rytter                   | Placering               |
| 51                      | Guillaume Boivin (CAN)   | 63.                     |
| 52                      | Matthias Brändle (AUT)   | DNF-5                   |
| 53                      | Alex Dowsett (GBR)       | DNF-5                   |
| 54                      | Taj Jones (AUS)          | 104.                    |
| 55                      | Nadav Raisberg (ISR)     | 74.                     |
| 56                      | Mads Würtz Schmidt (DEN) | 15.                     |
| 57                      | Corbin Strong (NZL)      | 28.                     |

| Team DSM DSM | Team DSM DSM                 | Team DSM DSM |
| ------------ | ---------------------------- | ------------ |
| Nr.          | Rytter                       | Placering    |
| 61           | Søren Kragh Andersen (DEN)   | 4.           |
| 62           | Asbjørn Kragh Andersen (DEN) | DNF-5        |
| 63           | Frederik Rodenberg (DEN)     | 85.          |
| 64           | Casper Pedersen (DEN)        | 46.          |
| 65           | Leon Heinschke (GER)         | DNF-5        |
| 66           | Tobias Lund Andresen (DEN)   | 23.          |
| 67           | Moritz Kärsten (GER)         | 94.          |

| Alpecin-Deceuninck AFC | Alpecin-Deceuninck AFC | Alpecin-Deceuninck AFC |
| ---------------------- | ---------------------- | ---------------------- |
| Nr.                    | Rytter                 | Placering              |
| 71                     | Jasper Philipsen (BEL) | 22.                    |
| 72                     | Stefano Oldani (ITA)   | 8.                     |
| 73                     | Silvan Dillier (SUI)   | 32.                    |
| 74                     | Julien Vermote (BEL)   | 52.                    |
| 75                     | Timo Kielich (BEL)     | DNF-5                  |
| 76                     | Nicola Conci (ITA)     | DNF-5                  |
| 77                     | Floris De Tier (BEL)   | DNF-3                  |

| Human Powered Health HPM | Human Powered Health HPM         | Human Powered Health HPM |
| ------------------------ | -------------------------------- | ------------------------ |
| Nr.                      | Rytter                           | Placering                |
| 81                       | Pier-André Côté (CAN) (landevej) | 47.                      |
| 82                       | Arvid de Kleijn (NED)            | 49.                      |
| 83                       | Chad Haga (USA)                  | 86.                      |
| 84                       | Colin Joyce (USA)                | DNS-4                    |
| 85                       | Nickolas Zukowsky (CAN)          | 16.                      |
| 86                       | Adam de Vos (CAN)                | 105.                     |
| 87                       | Tyler Stites (USA)               | DNS-1                    |

| Uno-X Pro Cycling Team UXT | Uno-X Pro Cycling Team UXT     | Uno-X Pro Cycling Team UXT |
| -------------------------- | ------------------------------ | -------------------------- |
| Nr.                        | Rytter                         | Placering                  |
| 91                         | Rasmus Tiller (NOR) (landevej) | 107.                       |
| 92                         | Anders Skaarseth (NOR)         | 40.                        |
| 93                         | Lasse Norman Leth (DEN)        | 11.                        |
| 94                         | Anthon Charmig (DEN)           | 10.                        |
| 95                         | Erlend Blikra (NOR)            | DNF-5                      |
| 96                         | Niklas Larsen (DEN)            | 51.                        |
| 97                         | Jonas Gregaard (DEN)           | DNS-4                      |

| Bardiani CSF Faizanè BCF | Bardiani CSF Faizanè BCF | Bardiani CSF Faizanè BCF |
| ------------------------ | ------------------------ | ------------------------ |
| Nr.                      | Rytter                   | Placering                |
| 101                      | Luca Colnaghi (ITA)      | 89.                      |
| 102                      | Davide Gabburo (ITA)     | 66.                      |
| 103                      | Sacha Modolo (ITA)       | 81.                      |
| 104                      | Manuele Tarozzi (ITA)    | 109.                     |
| 105                      | Alessandro Tonelli (ITA) | 60.                      |
| 106                      | Enrico Zanoncello (ITA)  | 110.                     |
| 107                      | Samuele Zoccarato (ITA)  | 58.                      |

| Bingoal Pauwels Sauces WB BWB | Bingoal Pauwels Sauces WB BWB | Bingoal Pauwels Sauces WB BWB |
| ----------------------------- | ----------------------------- | ----------------------------- |
| Nr.                           | Rytter                        | Placering                     |
| 111                           | Stanisław Aniołkowski (POL)   | 67.                           |
| 112                           | Ceriel Desal (BEL)            | 45.                           |
| 113                           | Timothy Dupont (BEL)          | DQ-4                          |
| 114                           | Karl Patrick Lauk (EST)       | DNF-5                         |
| 115                           | Laurenz Rex (BEL)             | 56.                           |
| 116                           | Ludovic Robeet (BEL)          | DNF-5                         |
| 117                           | Tom Wirtgen (LUX)             | 50.                           |

| Sport Vlaanderen-Baloise SVB | Sport Vlaanderen-Baloise SVB | Sport Vlaanderen-Baloise SVB |
| ---------------------------- | ---------------------------- | ---------------------------- |
| Nr.                          | Rytter                       | Placering                    |
| 121                          | Jenno Berckmoes (BEL)        | 12.                          |
| 122                          | Kamiel Bonneu (BEL)          | 78.                          |
| 123                          | Vito Braet (BEL)             | 25.                          |
| 124                          | Alex Colman (BEL)            | 37.                          |
| 125                          | Gilles De Wilde (BEL)        | 82.                          |
| 126                          | Julian Mertens (BEL)         | DNF-4                        |
| 127                          | Sasha Weemaes (BEL)          | 68.                          |

| Team Novo Nordisk TNN | Team Novo Nordisk TNN | Team Novo Nordisk TNN |
| --------------------- | --------------------- | --------------------- |
| Nr.                   | Rytter                | Placering             |
| 131                   | Matyáš Kopecký (CZE)  | 98.                   |
| 132                   | Andrea Peron (ITA)    | 71.                   |
| 133                   | David Lozano (ESP)    | 72.                   |
| 134                   | Hamish Beadle (NZL)   | 100.                  |
| 135                   | Filippo Ridolfo (ITA) | 96.                   |
| 136                   | Declan Irvine (AUS)   | 91.                   |
| 137                   | Péter Kusztor (HUN)   | DNF-3                 |

| Team Coop TCO | Team Coop TCO                 | Team Coop TCO |
| ------------- | ----------------------------- | ------------- |
| Nr.           | Rytter                        | Placering     |
| 141           | Andreas Stokbro (DEN)         | 27.           |
| 142           | Louis Bendixen (DEN)          | 77.           |
| 143           | Håkon Aalrust (NOR)           | DNF-3         |
| 144           | Eirik Lunder (NOR)            | 88.           |
| 145           | André Drege (NOR)             | 76.           |
| 146           | Olav Hjemsæter (NOR)          | 55.           |
| 147           | Karsten Larsen Feldmann (NOR) | DNS-1         |

| HRE Mazowsze Serce Polski MSP | HRE Mazowsze Serce Polski MSP     | HRE Mazowsze Serce Polski MSP |
| ----------------------------- | --------------------------------- | ----------------------------- |
| Nr.                           | Rytter                            | Placering                     |
| 151                           | Adrian Banaszek (POL)             | DNF-5                         |
| 152                           | Alan Banaszek (POL)               | DNF-5                         |
| 153                           | Norbert Banaszek (POL) (landevej) | DNF-5                         |
| 154                           | Marceli Bogusławski (POL)         | DNF-5                         |
| 155                           | Tomasz Budziński (POL)            | 31.                           |
| 156                           | Jakub Kaczmarek (POL)             | 19.                           |
| 157                           | Tobiasz Pawlak (POL)              | DNF-5                         |

| Restaurant Suri-Carl Ras GSH | Restaurant Suri-Carl Ras GSH | Restaurant Suri-Carl Ras GSH |
| ---------------------------- | ---------------------------- | ---------------------------- |
| Nr.                          | Rytter                       | Placering                    |
| 161                          | Rasmus Bøgh Wallin (DEN)     | 80.                          |
| 162                          | Magnus Bak Klaris (DEN)      | 62.                          |
| 163                          | Mathias Larsen (DEN)         | 92.                          |
| 164                          | Sebastian Nielsen (DEN)      | 73.                          |
| 165                          | Oliver Knudsen (DEN)         | 93.                          |
| 166                          | Tobias Kongstad (DEN)        | 70.                          |
| 167                          | Christian Lindquist (DEN)    | 64.                          |

| BHS-PL Beton Bornholm BPC | BHS-PL Beton Bornholm BPC     | BHS-PL Beton Bornholm BPC |
| ------------------------- | ----------------------------- | ------------------------- |
| Nr.                       | Rytter                        | Placering                 |
| 171                       | Martin Toft Madsen (DEN)      | 101.                      |
| 172                       | Nils Lau Nyborg Broge (DEN)   | 29.                       |
| 173                       | Mads Rahbek (DEN)             | 42.                       |
| 174                       | Frederik Irgens Jensen (DEN)  | 75.                       |
| 175                       | Emil Toudal (DEN)             | 44.                       |
| 176                       | Rasmus Søjberg Pedersen (DEN) | 87.                       |
| 177                       | Nikolaj Mengel (DEN)          | 61.                       |

| ColoQuick TCQ | ColoQuick TCQ                    | ColoQuick TCQ |
| ------------- | -------------------------------- | ------------- |
| Nr.           | Rytter                           | Placering     |
| 181           | Mads Østergaard Kristensen (DEN) | 106.          |
| 182           | Jeppe Aaskov Pallesen (DEN)      | 24.           |
| 183           | Matias Malmberg (DEN)            | 79.           |
| 184           | Frederik Muff (DEN)              | 102.          |
| 185           | Mads Andersen (DEN)              | 113.          |
| 186           | Joshua Gudnitz (DEN)             | 48.           |
| 187           | Frederik Bjørn Sørensen (DEN)    | 90.           |

| Riwal Cycling Team RIW | Riwal Cycling Team RIW          | Riwal Cycling Team RIW |
| ---------------------- | ------------------------------- | ---------------------- |
| Nr.                    | Rytter                          | Placering              |
| 191                    | Mathias Bregnhøj (DEN)          | 20.                    |
| 192                    | Lucas Eriksson (SWE) (landevej) | 26.                    |
| 193                    | Jacob Eriksson (SWE)            | 35.                    |
| 194                    | Martijn Budding (NED)           | DNF-5                  |
| 195                    | Elmar Reinders (NED)            | DNF-1                  |
| 196                    | Alexander Salby (DEN)           | 97.                    |
| 197                    | Morten Nørtoft (DEN)            | 112.                   |

| Danmark DEN | Danmark DEN           | Danmark DEN |
| ----------- | --------------------- | ----------- |
| Nr.         | Rytter                | Placering   |
| 201         | Johan Price-Pejtersen | DNF-3       |
| 202         | Anders Foldager       | 111.        |
| 203         | Kasper Andersen       | 53.         |
| 204         | Nicklas Amdi Pedersen | 59.         |
| 205         | Gustav Frederik Dahl  | 83.         |
| 206         | Frederik Wandahl      | 18.         |
| 207         | Magnus Henneberg      | 108.        |

| Quick-Step Alpha Vinyl QST | Quick-Step Alpha Vinyl QST | Quick-Step Alpha Vinyl QST |
| -------------------------- | -------------------------- | -------------------------- |
| Nr.                        | Rytter                     | Placering                  |
| 1                          | Tim Declercq (BEL)         | 30.                        |
| 2                          | Josef Černý (CZE)          | 39.                        |
| 3                          | James Knox (GBR)           | 21.                        |
| 4                          | Michael Mørkøv (DEN)       | 36.                        |
| 5                          | Mauro Schmid (SUI)         | 6.                         |
| 6                          | Zdeněk Štybar (CZE)        | 14.                        |
| 7                          | Ethan Vernon (GBR)         | 95.                        |

| Trek-Segafredo TFS | Trek-Segafredo TFS              | Trek-Segafredo TFS |
| ------------------ | ------------------------------- | ------------------ |
| Nr.                | Rytter                          | Placering          |
| 11                 | Markus Hoelgaard (NOR)          | DNF-5              |
| 12                 | Alexander Kamp (DEN) (landevej) | 54.                |
| 13                 | Jacopo Mosca (ITA)              | 65.                |
| 14                 | Quinn Simmons (USA)             | DNF-5              |
| 15                 | Mattias Skjelmose (DEN)         | 3.                 |
| 16                 | Jasper Stuyven (BEL)            | 9.                 |
| 17                 | Otto Vergaerde (BEL)            | 57.                |

| Jumbo-Visma TJV | Jumbo-Visma TJV                   | Jumbo-Visma TJV |
| --------------- | --------------------------------- | --------------- |
| Nr.             | Rytter                            | Placering       |
| 21              | Mick van Dijke (NED)              | 7.              |
| 22              | Gijs Leemreize (NED)              | 84.             |
| 23              | Pascal Eenkhoorn (NED) (landevej) | 38.             |
| 24              | Olav Kooij (NED)                  | 43.             |
| 25              | Christophe Laporte (FRA)          | 1.              |
| 26              | Lennard Hofstede (NED)            | DNF-5           |
| 27              | Tosh Van der Sande (BEL)          | 33.             |

| EF Education-EasyPost EFE | EF Education-EasyPost EFE   | EF Education-EasyPost EFE |
| ------------------------- | --------------------------- | ------------------------- |
| Nr.                       | Rytter                      | Placering                 |
| 31                        | Daniel Arroyave Cañas (COL) | DNF-3                     |
| 32                        | Magnus Cort (DEN)           | 5.                        |
| 33                        | Jens Keukeleire (BEL)       | 41.                       |
| 34                        | Sebastian Langeveld (NED)   | 99.                       |
| 35                        | Jonas Rutsch (GER)          | 17.                       |
| 36                        | Thomas Scully (NZL)         | 103.                      |
| 37                        | Łukasz Wiśniowski (POL)     | DNF-1                     |

| Ineos Grenadiers IGD | Ineos Grenadiers IGD     | Ineos Grenadiers IGD |
| -------------------- | ------------------------ | -------------------- |
| Nr.                  | Rytter                   | Placering            |
| 41                   | Egan Bernal (COL)        | DNF-5                |
| 42                   | Omar Fraile (ESP)        | 69.                  |
| 43                   | Michał Kwiatkowski (POL) | DNF-5                |
| 44                   | Jhonatan Narváez (ECU)   | 13.                  |
| 45                   | Magnus Sheffield (USA)   | 2.                   |
| 46                   | Ben Swift (GBR)          | DNF-5                |
| 47                   | Geraint Thomas (GBR)     | 34.                  |

| Israel-Premier Tech IPT | Israel-Premier Tech IPT  | Israel-Premier Tech IPT |
| ----------------------- | ------------------------ | ----------------------- |
| Nr.                     | Rytter                   | Placering               |
| 51                      | Guillaume Boivin (CAN)   | 63.                     |
| 52                      | Matthias Brändle (AUT)   | DNF-5                   |
| 53                      | Alex Dowsett (GBR)       | DNF-5                   |
| 54                      | Taj Jones (AUS)          | 104.                    |
| 55                      | Nadav Raisberg (ISR)     | 74.                     |
| 56                      | Mads Würtz Schmidt (DEN) | 15.                     |
| 57                      | Corbin Strong (NZL)      | 28.                     |

| Team DSM DSM | Team DSM DSM                 | Team DSM DSM |
| ------------ | ---------------------------- | ------------ |
| Nr.          | Rytter                       | Placering    |
| 61           | Søren Kragh Andersen (DEN)   | 4.           |
| 62           | Asbjørn Kragh Andersen (DEN) | DNF-5        |
| 63           | Frederik Rodenberg (DEN)     | 85.          |
| 64           | Casper Pedersen (DEN)        | 46.          |
| 65           | Leon Heinschke (GER)         | DNF-5        |
| 66           | Tobias Lund Andresen (DEN)   | 23.          |
| 67           | Moritz Kärsten (GER)         | 94.          |

| Alpecin-Deceuninck AFC | Alpecin-Deceuninck AFC | Alpecin-Deceuninck AFC |
| ---------------------- | ---------------------- | ---------------------- |
| Nr.                    | Rytter                 | Placering              |
| 71                     | Jasper Philipsen (BEL) | 22.                    |
| 72                     | Stefano Oldani (ITA)   | 8.                     |
| 73                     | Silvan Dillier (SUI)   | 32.                    |
| 74                     | Julien Vermote (BEL)   | 52.                    |
| 75                     | Timo Kielich (BEL)     | DNF-5                  |
| 76                     | Nicola Conci (ITA)     | DNF-5                  |
| 77                     | Floris De Tier (BEL)   | DNF-3                  |

| Human Powered Health HPM | Human Powered Health HPM         | Human Powered Health HPM |
| ------------------------ | -------------------------------- | ------------------------ |
| Nr.                      | Rytter                           | Placering                |
| 81                       | Pier-André Côté (CAN) (landevej) | 47.                      |
| 82                       | Arvid de Kleijn (NED)            | 49.                      |
| 83                       | Chad Haga (USA)                  | 86.                      |
| 84                       | Colin Joyce (USA)                | DNS-4                    |
| 85                       | Nickolas Zukowsky (CAN)          | 16.                      |
| 86                       | Adam de Vos (CAN)                | 105.                     |
| 87                       | Tyler Stites (USA)               | DNS-1                    |

| Uno-X Pro Cycling Team UXT | Uno-X Pro Cycling Team UXT     | Uno-X Pro Cycling Team UXT |
| -------------------------- | ------------------------------ | -------------------------- |
| Nr.                        | Rytter                         | Placering                  |
| 91                         | Rasmus Tiller (NOR) (landevej) | 107.                       |
| 92                         | Anders Skaarseth (NOR)         | 40.                        |
| 93                         | Lasse Norman Leth (DEN)        | 11.                        |
| 94                         | Anthon Charmig (DEN)           | 10.                        |
| 95                         | Erlend Blikra (NOR)            | DNF-5                      |
| 96                         | Niklas Larsen (DEN)            | 51.                        |
| 97                         | Jonas Gregaard (DEN)           | DNS-4                      |

| Bardiani CSF Faizanè BCF | Bardiani CSF Faizanè BCF | Bardiani CSF Faizanè BCF |
| ------------------------ | ------------------------ | ------------------------ |
| Nr.                      | Rytter                   | Placering                |
| 101                      | Luca Colnaghi (ITA)      | 89.                      |
| 102                      | Davide Gabburo (ITA)     | 66.                      |
| 103                      | Sacha Modolo (ITA)       | 81.                      |
| 104                      | Manuele Tarozzi (ITA)    | 109.                     |
| 105                      | Alessandro Tonelli (ITA) | 60.                      |
| 106                      | Enrico Zanoncello (ITA)  | 110.                     |
| 107                      | Samuele Zoccarato (ITA)  | 58.                      |

| Bingoal Pauwels Sauces WB BWB | Bingoal Pauwels Sauces WB BWB | Bingoal Pauwels Sauces WB BWB |
| ----------------------------- | ----------------------------- | ----------------------------- |
| Nr.                           | Rytter                        | Placering                     |
| 111                           | Stanisław Aniołkowski (POL)   | 67.                           |
| 112                           | Ceriel Desal (BEL)            | 45.                           |
| 113                           | Timothy Dupont (BEL)          | DQ-4                          |
| 114                           | Karl Patrick Lauk (EST)       | DNF-5                         |
| 115                           | Laurenz Rex (BEL)             | 56.                           |
| 116                           | Ludovic Robeet (BEL)          | DNF-5                         |
| 117                           | Tom Wirtgen (LUX)             | 50.                           |

| Sport Vlaanderen-Baloise SVB | Sport Vlaanderen-Baloise SVB | Sport Vlaanderen-Baloise SVB |
| ---------------------------- | ---------------------------- | ---------------------------- |
| Nr.                          | Rytter                       | Placering                    |
| 121                          | Jenno Berckmoes (BEL)        | 12.                          |
| 122                          | Kamiel Bonneu (BEL)          | 78.                          |
| 123                          | Vito Braet (BEL)             | 25.                          |
| 124                          | Alex Colman (BEL)            | 37.                          |
| 125                          | Gilles De Wilde (BEL)        | 82.                          |
| 126                          | Julian Mertens (BEL)         | DNF-4                        |
| 127                          | Sasha Weemaes (BEL)          | 68.                          |

| Team Novo Nordisk TNN | Team Novo Nordisk TNN | Team Novo Nordisk TNN |
| --------------------- | --------------------- | --------------------- |
| Nr.                   | Rytter                | Placering             |
| 131                   | Matyáš Kopecký (CZE)  | 98.                   |
| 132                   | Andrea Peron (ITA)    | 71.                   |
| 133                   | David Lozano (ESP)    | 72.                   |
| 134                   | Hamish Beadle (NZL)   | 100.                  |
| 135                   | Filippo Ridolfo (ITA) | 96.                   |
| 136                   | Declan Irvine (AUS)   | 91.                   |
| 137                   | Péter Kusztor (HUN)   | DNF-3                 |

| Team Coop TCO | Team Coop TCO                 | Team Coop TCO |
| ------------- | ----------------------------- | ------------- |
| Nr.           | Rytter                        | Placering     |
| 141           | Andreas Stokbro (DEN)         | 27.           |
| 142           | Louis Bendixen (DEN)          | 77.           |
| 143           | Håkon Aalrust (NOR)           | DNF-3         |
| 144           | Eirik Lunder (NOR)            | 88.           |
| 145           | André Drege (NOR)             | 76.           |
| 146           | Olav Hjemsæter (NOR)          | 55.           |
| 147           | Karsten Larsen Feldmann (NOR) | DNS-1         |

| HRE Mazowsze Serce Polski MSP | HRE Mazowsze Serce Polski MSP     | HRE Mazowsze Serce Polski MSP |
| ----------------------------- | --------------------------------- | ----------------------------- |
| Nr.                           | Rytter                            | Placering                     |
| 151                           | Adrian Banaszek (POL)             | DNF-5                         |
| 152                           | Alan Banaszek (POL)               | DNF-5                         |
| 153                           | Norbert Banaszek (POL) (landevej) | DNF-5                         |
| 154                           | Marceli Bogusławski (POL)         | DNF-5                         |
| 155                           | Tomasz Budziński (POL)            | 31.                           |
| 156                           | Jakub Kaczmarek (POL)             | 19.                           |
| 157                           | Tobiasz Pawlak (POL)              | DNF-5                         |

| Restaurant Suri-Carl Ras GSH | Restaurant Suri-Carl Ras GSH | Restaurant Suri-Carl Ras GSH |
| ---------------------------- | ---------------------------- | ---------------------------- |
| Nr.                          | Rytter                       | Placering                    |
| 161                          | Rasmus Bøgh Wallin (DEN)     | 80.                          |
| 162                          | Magnus Bak Klaris (DEN)      | 62.                          |
| 163                          | Mathias Larsen (DEN)         | 92.                          |
| 164                          | Sebastian Nielsen (DEN)      | 73.                          |
| 165                          | Oliver Knudsen (DEN)         | 93.                          |
| 166                          | Tobias Kongstad (DEN)        | 70.                          |
| 167                          | Christian Lindquist (DEN)    | 64.                          |

| BHS-PL Beton Bornholm BPC | BHS-PL Beton Bornholm BPC     | BHS-PL Beton Bornholm BPC |
| ------------------------- | ----------------------------- | ------------------------- |
| Nr.                       | Rytter                        | Placering                 |
| 171                       | Martin Toft Madsen (DEN)      | 101.                      |
| 172                       | Nils Lau Nyborg Broge (DEN)   | 29.                       |
| 173                       | Mads Rahbek (DEN)             | 42.                       |
| 174                       | Frederik Irgens Jensen (DEN)  | 75.                       |
| 175                       | Emil Toudal (DEN)             | 44.                       |
| 176                       | Rasmus Søjberg Pedersen (DEN) | 87.                       |
| 177                       | Nikolaj Mengel (DEN)          | 61.                       |

| ColoQuick TCQ | ColoQuick TCQ                    | ColoQuick TCQ |
| ------------- | -------------------------------- | ------------- |
| Nr.           | Rytter                           | Placering     |
| 181           | Mads Østergaard Kristensen (DEN) | 106.          |
| 182           | Jeppe Aaskov Pallesen (DEN)      | 24.           |
| 183           | Matias Malmberg (DEN)            | 79.           |
| 184           | Frederik Muff (DEN)              | 102.          |
| 185           | Mads Andersen (DEN)              | 113.          |
| 186           | Joshua Gudnitz (DEN)             | 48.           |
| 187           | Frederik Bjørn Sørensen (DEN)    | 90.           |

| Riwal Cycling Team RIW | Riwal Cycling Team RIW          | Riwal Cycling Team RIW |
| ---------------------- | ------------------------------- | ---------------------- |
| Nr.                    | Rytter                          | Placering              |
| 191                    | Mathias Bregnhøj (DEN)          | 20.                    |
| 192                    | Lucas Eriksson (SWE) (landevej) | 26.                    |
| 193                    | Jacob Eriksson (SWE)            | 35.                    |
| 194                    | Martijn Budding (NED)           | DNF-5                  |
| 195                    | Elmar Reinders (NED)            | DNF-1                  |
| 196                    | Alexander Salby (DEN)           | 97.                    |
| 197                    | Morten Nørtoft (DEN)            | 112.                   |

| Danmark DEN | Danmark DEN           | Danmark DEN |
| ----------- | --------------------- | ----------- |
| Nr.         | Rytter                | Placering   |
| 201         | Johan Price-Pejtersen | DNF-3       |
| 202         | Anders Foldager       | 111.        |
| 203         | Kasper Andersen       | 53.         |
| 204         | Nicklas Amdi Pedersen | 59.         |
| 205         | Gustav Frederik Dahl  | 83.         |
| 206         | Frederik Wandahl      | 18.         |
| 207         | Magnus Henneberg      | 108.        |